# غريغوري كوبيه
غريغوري كوبيه (بالفرنسية: Grégory Coupet)‏ (31 ديسمبر 1972 في أوفرن) لاعب كرة قدم فرنسي يلعب حاليا في نادي الدرجة الأولى أتلتيكو مدريد الإسباني ومنتخب فرنسا في مركز حارس مرمى .

## المسيرة الرياضية مع الأندية
بدأ كوبيه مسيرته الرياضية في النادي المحلي أولمبيك لو بوي ثم انضم إلى نادي سانت إتيان سنة 1994 . شارك في أول مباراة رسمية في بطولة دوري الدرجة الأولى في 26 مارس 1994 أمام نادي أنغرز وانتهت المباراة بفوز سانت إتيان 2-0 . بعد مرور 3 سنوات قرر بشكل مفاجئ الانتقال إلى الغريم التقليدي نادي ليون . استطاع أن يقود نادي ليون للفوز ببطولة الدوري 7 مرات متتالية والمشاركة في بطولة دوري أبطال أوروبا 6 مرات متتالية .
في بطولة دوري أبطال أوروبا موسم 2001-2002 تألق كوبيه في الذود عن مرماه في مواجهة نادي برشلونة الإسباني عندما أنقذ مرماه من تسديدتين بالرأس الأولى من زميله المدافع بالخطأ والثانية من المهاجم البرازيلي ريفالدو .
قبل بداية مباراة الدور النصف النهائي من بطولة كأس القارات 2003 بين منتخبي فرنسا وتركيا وبعدما علم كوبيه بخبر وفاة زميله في النادي لاعب الوسط الكاميروني مارك فيفيان فويه أثناء مباراة الدور النصف النهائي الأول التي جمعت الكاميرون وكولومبيا انخرط في بكاء شديد أمام وسائل الإعلام الرياضية . وكان كوبيه الصديق المقرب من فويه حيث ساعده عندما انتقل إلى نادي ليون في التأقلم سريعا مع أسلوب الحياة الفرنسية وساعده في المطالبة بتحسين الشروط المالية في العقد الذي يربطه بالنادي والتي كانت منخفضة في موسم 2002-2003 .
في سنة 2005 تم اختيار كوبيه وهو في عمر 33 سنة ضمن أفضل 10 حراس مرمى في العالم . وحصل كوبيه على 43 صوت واحتل المركز الرابع خلف بيتر تشيك ، ديدا ، وجانلويجي بوفون . كذلك تم اختياره أفضل حارس مرمى في بطولة دوري الدرجة الأولى لسنتين متتاليتين 2004 و2005 .
في 2 أغسطس 2007 تعرض كوبيه إلى إصابة في الرباط الصليبي في الركبة اليسرى أثناء التدريبات الاعتيادية مما اضطره للخضوع إلى عملية جراحية بعد 4 أيام تكللت بالنجاح وغاب عن بقية مباريات الفريق في سنة 2007 وبالتالي عن منتخب فرنسا في تصفيات يورو 2008 .
عاد كوبيه للمشاركة مع نادي ليون في أول مباريات السنة الجديدة وبالتحديد في 6 يناير 2008 عندما قاد فريقه للتغلب على نادي الدرجة الثانية كريتيل 4-0 في بطولة كأس فرنسا . ومنذ هذه المباراة شارك كوبيه في جميع مباريات فريقه بما فيها مواجهة نادي مانشستر يونايتد الإنجليزي في بطولة دوري أبطال أوروبا .
في 23 مايو 2008 أعلن كوبيه بأنه سيلعب مباراته الأخيرة في صفوف نادي ليون أمام نادي باريس سان جيرمان في المباراة النهائية لبطولة كأس فرنسا بعد مرور عدة أسابيع من الشك حول بقائه أو رحيله . وأكد نادي أتلتيكو مدريد في 7 يوليو 2008 بأن كوبيه وقع لصالحه في عقد يمتد لموسمين مقابل 1.5 مليون يورو .

## المسيرة الرياضية مع المنتخبات
شارك كوبيه في 27 مباراة دولية مع منتخب فرنسا . شارك للمرة الأولى أمام منتخب أستراليا في بطولة كأس القارات 2001 التي أقيمت في كوريا الجنوبية واليابان معا والتي توج فيها منتخب فرنسا بطلا . تم استدعائه للمشاركة في بطولة كأس العالم 2002 احتياطيا لفابيان بارتيز ولم يشارك في أي دقيقة . في السنة التالية شارك في بطولة كأس القارات 2003 التي أقيمت في فرنسا وخلال 5 مباريات استطاع المحافظة على نظافة شباكه في 3 مباريات ولم يسمح سوى في دخول 3 أهداف فقط .
في فبراير 2006 قامت مجلة كرة قدم فرنسا بإجراء استفتاء عام حول من يكون حارس المرمى الأساسي لمنتخب فرنسا في بطولة كأس العالم 2006 وحصل كوبيه على 69% من الأصوات بينما حصل بارتيز على 28% من الأصوات .
على الرغم من مشاركة كوبيه في 6 مباريات من أصل 10 مباريات في تصفيات كأس العالم 2006 فإن المدرب ريموند دومينيك اختار بارتيز لكي يكون حارس المرمى الأساسي في نهائيات البطولة وبالتالي جلس كوبيه للمرة الثانية على التوالي على مقاعد الاحتياط . الجميع أجمع على اختيار كوبيه حارس مرمى أساسي للمنتخب بسبب مساهمته الفعالة في تحقيق 5 بطولات دوري لصالح نادي ليون ونتيجة لذلك فقد نشب خلاف كبير بين كوبيه ودومينيك أدى إلى مغادرة كوبيه معسكر منتخب فرنسا غاضبا ولكنه عاد إليه بعدما هدأ .
في أغسطس 2006 أصبح كوبيه حارس المرمى الأساسي لمنتخب فرنسا بعدما أعلن بارتيز اعتزاله اللعب نهائيا . لم يستطع مساعدة منتخب فرنسا في التغلب على منتخب اسكتلندا وبالتالي خسر بنتيجة 0-1 وتعرض إلى إصابة في اليد أدت إلى غيابه عن المباراة التالية أمام منتخب جزر فارو والتي انتهت بفوز ساحق لمنتخب فرنسا بنتيجة 5-0 .
لقد كان حارس المرمى الأساسي لمنتخب فرنسا في يورو 2008 ، دخل في مرماه 6 أهداف في 3 مباريات وخرج منتخب فرنسا من منافسات البطولة من الدور الأول .

## روابط خارجية
- غريغوري كوبيه على موقع الاتحاد الدولي (مؤرشف)  (الإنجليزية)
- غريغوري كوبيه على موقع قاعدة بيانات كرة القدم.إي يو (الإنجليزية)
- غريغوري كوبيه على موقع ليكيب (الفرنسية)
- غريغوري كوبيه على موقع ناشيونال فوتبول تيمز (الإنجليزية)
- غريغوري كوبيه على موقع Soccerbase.com (لاعب) (الإنجليزية)
- غريغوري كوبيه على موقع Soccerway.com (الإنجليزية)
- غريغوري كوبيه على موقع كووورة